# Hluboký vesmír

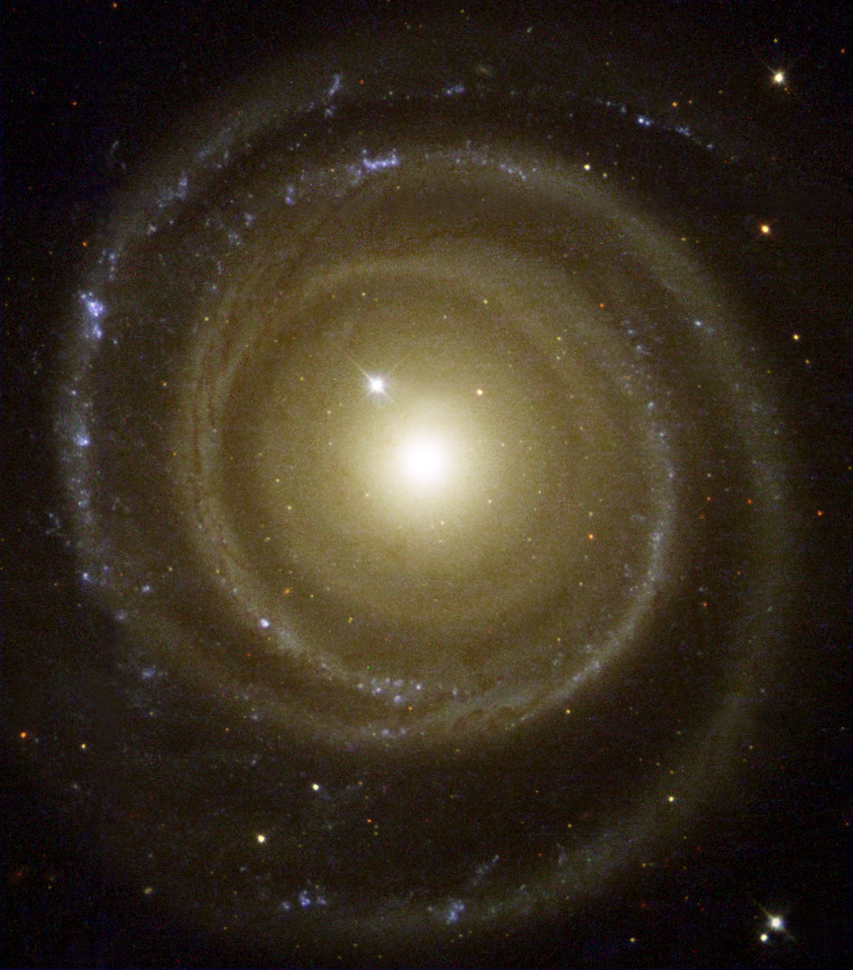
Příklad astrofotografie deep-sky objektu: spirální galaxie NGC 4622

Hluboký vesmír (anglicky Deep sky) je termín používaný v amatérské astronomii pro označení převážně vizuálně slabých objektů mimo sluneční soustavu a naši galaxii. Jedná se o cizí galaxie a hvězdokupy a mlhoviny. Obecně DSO je jakýkoli astronomický objekt, kterým není jednotlivá hvězda nebo objekt sluneční soustavy (jako je Slunce, Měsíc, planeta, kometa atd.). Tyto objekty se nacházejí ve vzdálenosti od stovek do miliard světelných let od Země. Galaxie jsou mimo naši galaxii, naproti tomu některé hvězdokupy a mlhoviny jsou součástí Mléčné dráhy.
Nejznámější katalog deep-sky objektů, obsahující některé nejjasnější deep sky objekty na obloze, se nazývá Messierův katalog. Obsahuje 110 objektů, mezi které patří mlhoviny, hvězdokupy a galaxie, ale i několik dalších objektů, které se do katalogu dostaly omylem (např. dvojhvězda M40). Další katalogy jsou New General Catalogue (NGC) a jeho dva dodatky jsou Index Catalogue (IC).

## Historie
První astrofotografie je připisována Johnovi W. Draperovi, který vyfotografoval Měsíc již v roce 1840. Jeho syn Henry Draper se v roce 1880 stal prvním člověkem, který nafotografoval Mlhovinu v Orionu, což byl první astrosnímek hlubokého vesmíru vůbec.

## Galerie

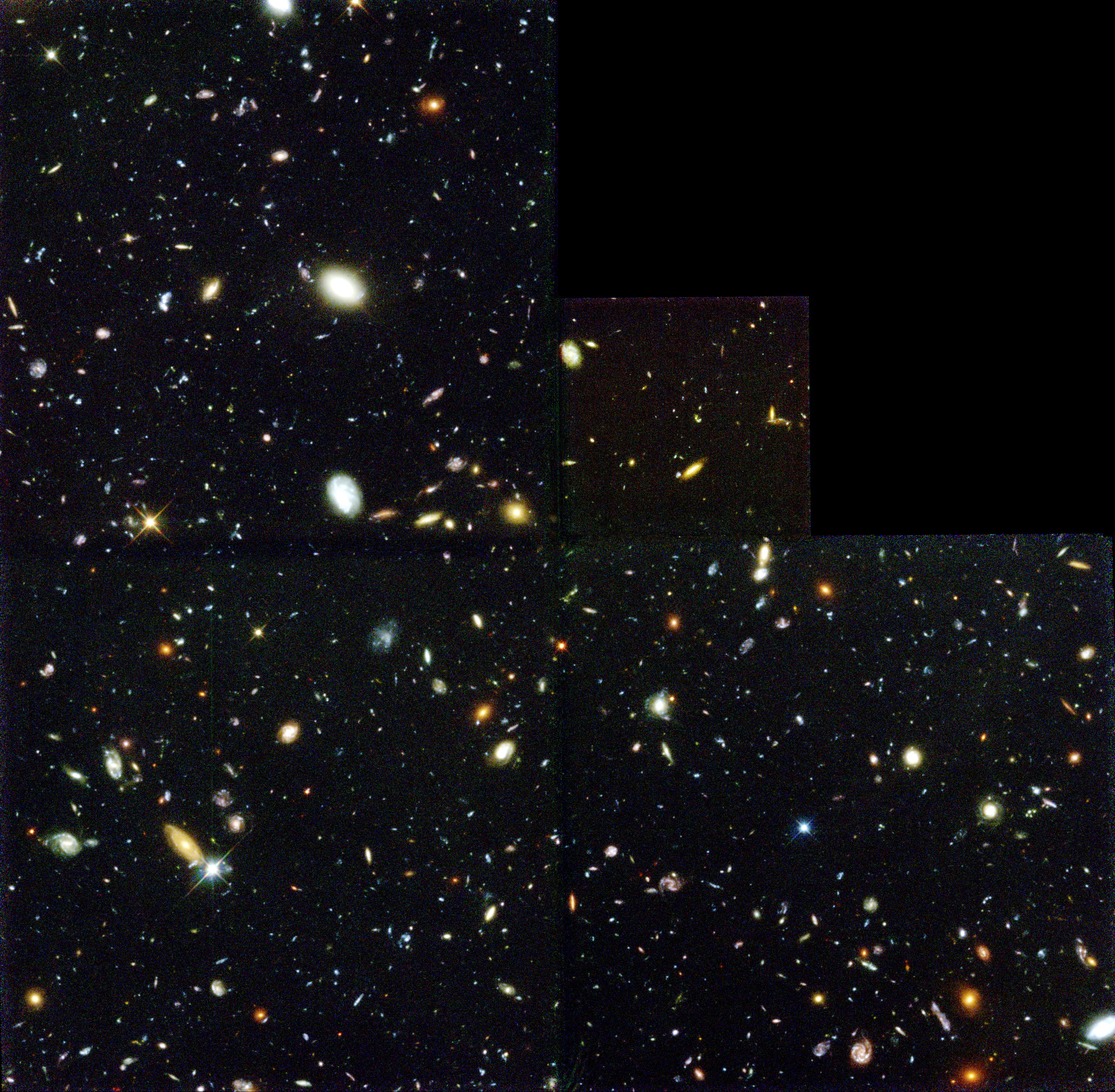
Hubbleovo hluboké pole
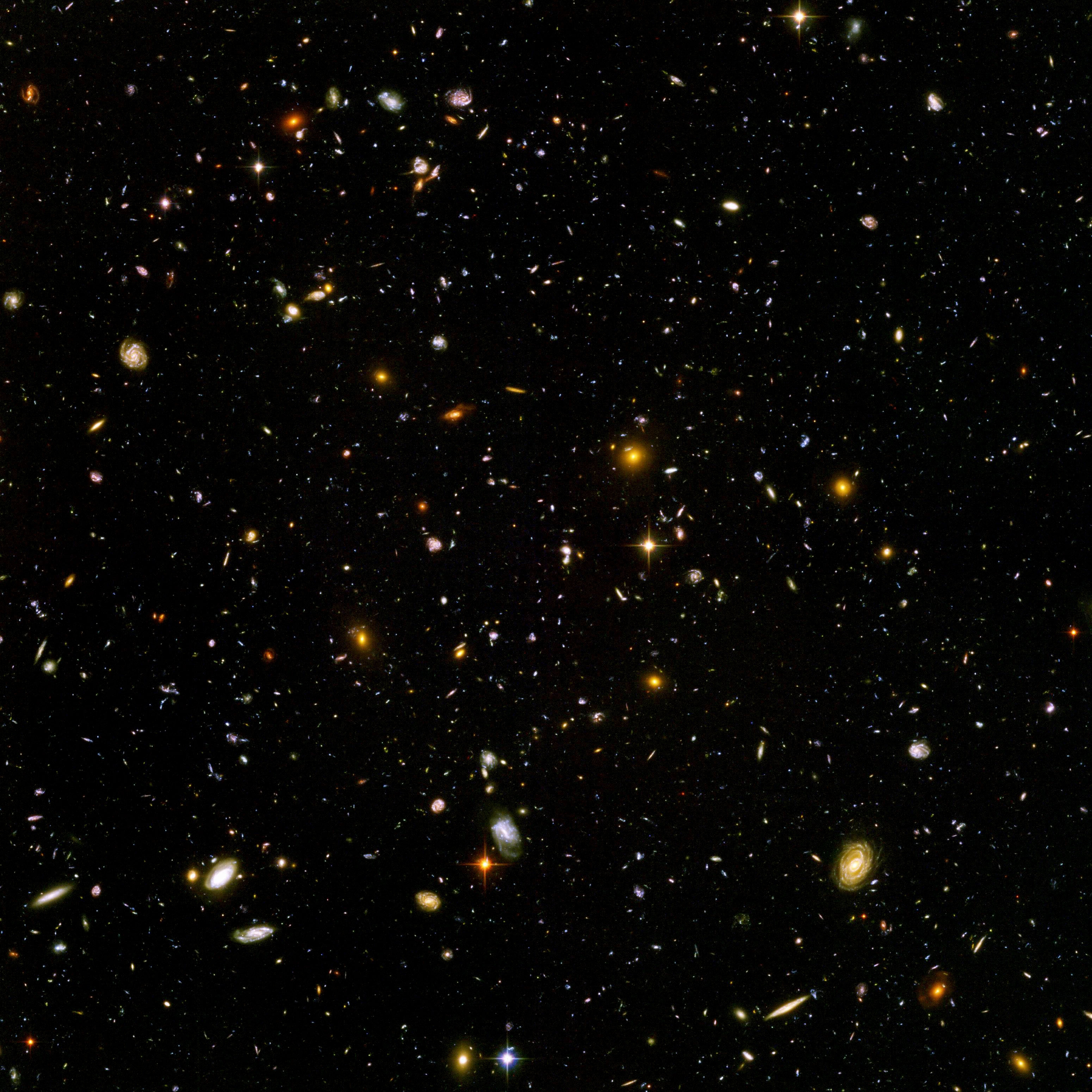
Hubbleovo ultra hluboké pole